# نوميا

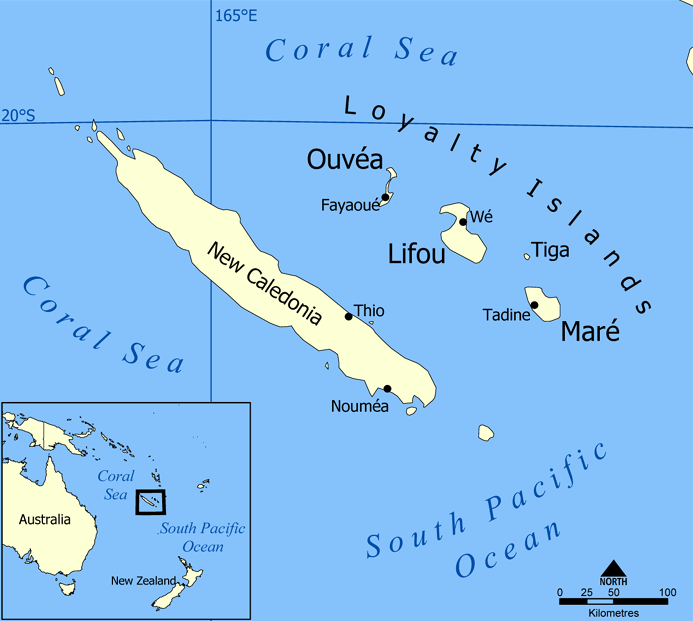
خريطة الجزيرة

نوميا (بالفرنسية: Nouméa)‏ عاصمة كاليدونيا الجديدة التابعة لفرنسا، تقع جنوبي الجزيرة الرئيسية. عدد سكانها 91,386 نسمة (إحصاء 2004) وسكانها خليط من الأعراق من أوروبيين، سكان محليين، إندونيسيين، وفيتناميين. يعود تأسيسها لعام 1851 من قبل البريطانيين، ما لبث الفرنسيون أن احتلوها عام 1854، وكانت تُدعى بورت دي فرانس (ميناء فرنسا) قبل أن تغيّر اسمها إلى نوميا، تتطورت كمركز تصدير الذهب والنيكل.
- الموقع الرسمي للمدينة

## المناخ
يظهر الجدول التالي التغييرات المناخية على مدار السنة لنوميا:
| البيانات المناخية لـنوميا         | البيانات المناخية لـنوميا | البيانات المناخية لـنوميا | البيانات المناخية لـنوميا | البيانات المناخية لـنوميا | البيانات المناخية لـنوميا | البيانات المناخية لـنوميا | البيانات المناخية لـنوميا | البيانات المناخية لـنوميا | البيانات المناخية لـنوميا | البيانات المناخية لـنوميا | البيانات المناخية لـنوميا | البيانات المناخية لـنوميا | البيانات المناخية لـنوميا |
| الشهر                             | يناير                     | فبراير                    | مارس                      | أبريل                     | مايو                      | يونيو                     | يوليو                     | أغسطس                     | سبتمبر                    | أكتوبر                    | نوفمبر                    | ديسمبر                    | المعدل السنوي             |
| --------------------------------- | ------------------------- | ------------------------- | ------------------------- | ------------------------- | ------------------------- | ------------------------- | ------------------------- | ------------------------- | ------------------------- | ------------------------- | ------------------------- | ------------------------- | ------------------------- |
| متوسط درجة الحرارة الكبرى °م (°ف) | 28.9 (84.0)               | 29.0 (84.2)               | 28.5 (83.3)               | 26.9 (80.4)               | 25.2 (77.4)               | 23.8 (74.8)               | 22.6 (72.7)               | 22.8 (73.0)               | 23.8 (74.8)               | 25.5 (77.9)               | 27.0 (80.6)               | 28.2 (82.8)               | 26.0 (78.8)               |
| المتوسط اليومي °م (°ف)            | 26.0 (78.8)               | 26.1 (79.0)               | 25.6 (78.1)               | 24.1 (75.4)               | 22.5 (72.5)               | 21.1 (70.0)               | 20.0 (68.0)               | 20.5 (68.9)               | 21.1 (70.0)               | 22.4 (72.3)               | 23.9 (75.0)               | 25.0 (77.0)               | 23.2 (73.7)               |
| متوسط درجة الحرارة الصغرى °م (°ف) | 23.0 (73.4)               | 23.2 (73.8)               | 22.8 (73.0)               | 21.4 (70.5)               | 19.8 (67.6)               | 18.5 (65.3)               | 17.3 (63.1)               | 17.5 (63.5)               | 17.9 (64.2)               | 19.2 (66.6)               | 20.7 (69.3)               | 21.9 (71.4)               | 20.3 (68.5)               |
| الهطول مم (إنش)                   | 112.9 (4.44)              | 123.1 (4.85)              | 134.6 (5.30)              | 110.5 (4.35)              | 90.6 (3.57)               | 128.7 (5.07)              | 73.0 (2.87)               | 70.1 (2.76)               | 39.2 (1.54)               | 53.2 (2.09)               | 62.9 (2.48)               | 72.7 (2.86)               | 1٬071٫5 (42.18)           |
| متوسط أيام هطول الأمطار           | 14.2                      | 14.2                      | 17.1                      | 15.0                      | 16.8                      | 17.3                      | 15.9                      | 13.1                      | 9.6                       | 9.3                       | 10.3                      | 11.3                      | 164.1                     |
| ساعات سطوع الشمس الشهرية          | 232.5                     | 209.0                     | 201.5                     | 198.0                     | 176.7                     | 156.0                     | 182.9                     | 201.5                     | 222.0                     | 251.1                     | 249.0                     | 260.4                     | 2٬540٫6                   |
| المصدر: Hong Kong Observatory     |                           |                           |                           |                           |                           |                           |                           |                           |                           |                           |                           |                           |                           |

## توأمة
لنوميا اتفاقيات توأمة مع كل من:
- نيس
- غولد كوست
- تاوبو

## أعلام
- فريدريك بيكيون
- ميشيل مي
- رودلف بيتري
- أندريه فرنك
- هارولد مارتن
- روجر فراي